# Mausam
Mausam (hindi: मौसम, urdu: مؤسم, tłum: Sezon) to bollywoodzki dramat rodzinny z 1975. Reżyser - Gulzar (Maachis, Hu Tu Tu). W rolach głównych Sharmila Tagore, Sanjeev Kumar, Dina Pathak. To historia czterech złamanych serc i próby uleczenia dwóch z nich. Film pokazuje zadośćuczynienie za krzywdę, pomoc w przywróceniu czyjejś godności, pogodzenie się z osobą zranioną. W jego centrum- wspomnienia związku mężczyzny i kobiety, ale przede wszystkim relacja ojca z córką.
Film ma odniesienia do powieści A. J. Cronina The Judas Tree.

## Fabuła
Dardżyling pod Himalajami. Sławny lekarz Amar Nath Gill (Sanjeev Kumar) szuka tu w lecie oderwania od zgiełku Kalkuty. Dwadzieścia lat temu jeszcze jako student spędził tu wakacje swego życia. Zakochany po uszy zaręczył się z piękną córką znachora Chandą (Sharmila Tagore). Wyjechał do Kalkuty, aby zdać ostatnie egzaminy i nigdy nie wrócił... ożenić się. Teraz osaczony wspomnieniami i poczuciem winy zaczyna wypytywać o Chandę i jej ojca. Przerażony dowiaduje się, że ceną za jego niewierność była rychła śmierć ojca Chandy i jej szaleństwo. Zadośćuczynić za krzywdę z przeszłości Gill może tylko ...swojej córce Kajli. Odnajduje ją jako prostytutkę.

## Obsada
- Sharmila Tagore - Chanda Thapa/Kajli
- Sanjeev Kumar - Dr. Amarnath Gill
- Dina Pathak - Gangu Rani (burdelmama)
- Om Shivpuri - Harihar Thapa

## Muzyka i piosenki
Do muzyki Madan Mohana (zmarłego wkrótce po skomponowaniu ich) śpiewają Lata Mangeshkar, Bhubinder Singh, Mohd Rafi
- DIL DHUNDTA HAIN
- RUKE RUKE SE QADAM (REVIVAL)
- DIL DHUNDTA HAI (REVIVAL) (na liście 500 top hindi songs)
- RUKE RUKE SE QADAM
- DIL DHUNDTA HAI
- CHHADI RE CHHADI

## Nagrody
- Nagroda Filmfare dla Najlepszego Filmu
- Nagroda Filmfare dla Najlepszego Reżysera - Gulzar
- Nagroda National Film dla Najlepszej Aktorki - Sharmila Tagore